# 中村氏 (伯耆国)
中村氏（なかむらし）は、伯耆国の国人一族。伯耆国内での本拠地は不明。

## 経歴
羽衣石城主の南条氏一族であるといい、『御書写中村又兵衛家』と呼ばれる史料によれば宇多源氏佐々木左衛門尉貞清9代の孫・南条周防守源信澄のときに中村姓に改めたという。ただ、この「南条周防守」については『南条氏系図』などには記されておらず、詳細は不明である。
『吉川家文書』所収「天正3年10月14日付南条信正他14名連署起請文」には南条家の主要な家臣の一人として「中村八郎左衛門」の名が見える。また、天正年間には安芸国新庄の地に「家老中村が子」が人質として滞在していたことが『陰徳太平記』に見える。この中村氏の子息は南条氏が毛利氏を離反したことにより殺害されかけたが、人質交換により同じく人質であった南条源四郎と共に無事国元へ帰ることができた。